# 7351 Йосідаміті
7351 Йосідаміті (7351 Yoshidamichi) — астероїд головного поясу, відкритий 12 грудня 1993 року.
Тіссеранів параметр щодо Юпітера — 3,421.
Названо на честь астронома Йосіди Міті (яп. よしだ・みち(吉田道) йосіда міті).